# Zdoroslavíček
Zdoroslavíček (plným názvem Zdoroslavíček v kratochvilném hájičku postavený, do něhožto hájičku pobožná duše často choditi a hlasu toho líbezného slavíčka poslechnouti a z něho potěšení duchovního nabýti moci bude) je písňový soubor Felixe Kadlinského, který byl poprvé vydán roku 1665. Soubor vznikl jako parafráze sbírky Trutznachtigall německého jezuitského básníka Friedricha Spee von Langenfeld.

## Obsah a analýza
Sbírka Zdoroslavíček je překladem notovaného básnického díla Friedricha Spee von Langenfeld, umělecky je však do značné míry samostatná. Navzdory tomu, že předmluva deklaruje snahu o co „nejvlástnější“ (tj. nejvěrnější) převedení originálu, Kadlinský neváhal do textu výrazněji zasahovat. Většina písní je tak v jeho podání spíše parafrází originálu.
Sbírka obsahuje 52 převážně lyrických a tematicky různorodých písní, které žánrově spadají do okruhu mystickoerotické poezie. Ty lze rozdělit do pěti výraznějších tematických celků. Subjektem prvních písní (II až X) je nevěsta Ježíšova (lidská duše). Tyto skladby nesou zřetelné stopy po vlivu Písně Šalamounovy. Nevěsta Ježíšova zde líčí krásu svého milého a naříká nad jeho skonem. K tomuto celku lze přiřadit také píseň XI, ve které nad prázdným Kristovým hrobem pláče Máří Magdalena. Pro mystickoerotický žánr – a pro Kadlinského ještě více než pro Speea – je příznačná tělesnost vyjádření. Ježíš je zde uctíván ve své lidské podstatě:            
A v tom přijdouc k zahradě
A v tom přijdouc k zahradě
s zármutkem spatřuji,
an při tom Panském stádě
tesknosti panují;/
sám pastýř od tesknosti
všecek se proměnil,
svou krásu s škaredostí,
žalostivě změnil.
 
Ta tvář někdy panenská,
ach jak jest změněná!
Ta okrasa anjelská
všecka proměněná!
Oči někdy světlejší
nad slunce nebeské
nad měsíc jsou temnější
od krve panenské.

Písně XII až XVIII jsou didaktické a nejčastěji vyzývají k pokání. Písně XX až XXIX jsou chválami Boha. V obou případech je jejich subjekt anonymní. Ve zbylé části souboru se nachází především pastýřské písně (z větší části eklogy) a písně o Kristovu utrpení. Poslední dva okruhy se v několika případech prolínají, takže se i v pastýřských písních setkáváme s nářky nad Ježíšovou smrtí. V souladu s antickou motivikou je zde Ježíš impersonován postavou pastýře Dafnise, který je příkladem dokonalé lásky:
Jedna se toliko ovce
z toho stáda odtrhla,
jedna tak dobrého správce
svévolněji zavrhla,
Dafnis pojma hned hůl v ruce
jal se zběhlé hledaji, /
volaje: „Ach! Milá ovce,
nechtěj préč utíkati!

[…] 

Slepá láska, to říct musím,
slepý luk, slepé střely /
tebe, Dafnis (jak já smejšlím),
v srdce ranit musely,
že tak velmi jednu ovci
již strácenou miluješ,
snad že jich máš víc v ovčinci,
na to nepamatuješ?
Jednotícími motivy většiny písní jsou život a utrpení Ježíše Krista a Kristovo, případně Stvořitelovo oslavení lidstvem a přírodou. Mezi frekventované přírodní motivy patří především ptačí zpěv, který provází hudbu provozovanou lidskými postavami a celou sbírku rámuje. Příroda je vykreslena jako dokonalý řád projevující úctu Stvořiteli. Ze zbytku souboru se kromě úvodní a závěrečné písně vymyká píseň XIX, která je náhledem do života Františka Xaverského.  Její přítomnost zde nepochybně souvisí s členstvím Speea a Kadlinského v jezuitském řádu.
Jednotlivé písně mohou otevírat také silná dílčí témata a motivy. S přírodní lyrikou souvisí píseň XXIII, jedna z nejrozsáhlejších v celém souboru, která je oslavou včelstva jako dokonalého a moudrého božího díla. Jiným příkladem může být píseň XLIII, která pracuje s principem stupňování a nastoluje otázku predestinace. Ježíš na kříži zde naříká nad svým utrpením, které klade za vinu nejprve hřebům, které mu probily ruce a nohy, poté kladivu, které hřeby zatloukalo, pak křižovníku, který kladivo držel, vrchnosti, která křižovníku nařídila, aby zatloukal, své matce, která jej k utrpení porodila a anděli Gabrielovi, který zvěstoval jeho narození. Jelikož se všichni postupně oslovení hájí tím, že byli ke svému jednání přinuceni, nebo že toto jednání bylo předpovězeno Písmem (posledním se hájí jmenovitě židovská vrchnost), dospívá Ježíš ke konfrontaci s vlastním otcem. Ten mu sděluje, že sestoupení na zemi bylo Ježíšovým vlastním rozhodnutím. Ježíš se následně obrací na lidstvo, kterému oznamuje, že umírá pro něj.
Místy se v textu setkáváme také s motivy protireformační didaxe. V písni LI se zpívá: 
Ten, jenž pod chleba způsobou
Bůh a člověk se krýje,
on též pod vína podobou
bez pochybnosti žije,
obě částky kdo přijímá,
nic víc nemůž přijíti,
jako kdo jednu pojímá;
tak má křesťan věřiti.
Časté jsou i motivy soudobé světské alamodové poezie, zejm. střela spuštěná z lučiště, která je zřetelným odkazem na Cupida.
Písně zařazené v souboru mají proměnlivou délku. Kadlinského uvolněný přístup k překladu dokládá skutečnost, že počtem slok se na některých místech rozchází se Speem. Typické přitom je, že ve srovnání se svou předlohou skladby spíše prodlužuje. U písně XIII je to dokonce o čtyři sloky. Naopak velmi stabilní je rozsah slok. Až na výjimky jde o sloky o osmi verších. Jen výjimečně se objevují sloky o čtyřech nebo deseti verších. V posledním případě se jedná o písně, kde součást slok tvoří refrén o dvou verších. I zde jde tedy v základu o sloky běžného rozsahu. Rýmové schéma je nejčastěji střídavé o rozměru 8a7b8a7b8c7d8c7d nebo 7a6b7a6b7c6d7c6d. Ne zcela výjimečné jsou vnitřní rýmy. Převládající rytmickou stopou je trochej.

Kadlinského básnický styl se vyznačuje nápaditou prací s metaforou. V rámci ní často spojuje abstraktní a konkrétní motiv. Běžné jsou metafory založené na oblékání či svlékání, např.:    

Již živlové smutek svlékli,
V nějž je zima oblekla,
Šaty barevné oblekli
Od nebeského světla.
Zdeňka Tichá porovnávala Kadlinského jazyk s jazykem sbírek Adama Michny z Otradovic. V tomto srovnání vyniká rozvláčnost Kadlinského formulací. Zatímco Michnovy texty lze opsat jako kupení velkého množství motivů v jednoduchých větách a takřka bez vyjádření básníkova individuálního postoje, Kadlinský je v počtu motivů úspornější, ale zastavuje se u nich déle a s jakýmsi osobním zaujetím. Jeho práci s básnickými prostředky Tichá stavěla do souvislosti s Balbínovou básnickou poučkou, která apelovala na přirozenost, a tedy subjektivitu vyjádření. V tomto směru by pak Zdoroslavíček představoval jeden z významných mostů k modernímu českému básnictví.  

## Pozdější život sbírky
Zdoroslavíček zůstal živou sbírkou po celé období baroka prakticky až do 19. století. Jeho druhé vydání bylo pořízeno roku 1726 v Jičíně. Ještě před tím Kadlinský nalezl svého epigona v Janu Ignáci Dlouhoveském a jeho sbírkách Ager benedictionis. Požehnané pole, na kterémžto švítorný podletní jarní ptáček skřivánek se procházeje: nebeského posla následuje a sobě nad kostelem nejsvětější Rodičky Boží v Staré Boleslavi vesele a radostně ono ave. zdrávas. prozpěvuje […] (1670) a Zdoroslavíček na poli požehnaném, totiž: Dokonalejší, příjemnější, světlejší a bližší správa o svatosvatém a zázračném obraze Panny Marie staroboleslavské (1670). Naopak spíše malý byl ohlas sbírky v barokní kancionálové produkci. Do nejrozšířenějšího kancionálu tohoto období – Šteyerova – z ní byly přejaty pouze dvě písně, a to v upravené podobě.

Prvky bukolické lyriky, která v českém prostředí zůstávala široce populární ještě v době raného obrození, později oslovily Václava Tháma, který celkem šest písní zařadil do almanachu Básně v řeči vázané (1785; z toho pět písní do prvního svazku a jednu do druhého). V pozadí tohoto vydavatelského počinu byl patrný osvícenský antiklerikalismus, který kolidoval s náboženským charakterem Kadlinského díla. V důsledku byla pětice písní zařazená do prvního svazku „zesvětštěna“. Nejnápadnější je tato úprava u IV. písně Zdoroslavíčka (Nevěsta Ježíšova má svou kratochvíli v háji s echo aneb s hlaholem), Thámem publikované pod jménem Ohlas:    

Seděla jsem (a nedávno)
v rozkošném hrubě / háji,
kde jak večer, tak i ráno,
libí větrové / hrají.
Potůček mimo tekoucí
uším šustí lahodně
pramínek z hůry plynoucí /
očím slouží pohodlně.
 
Již se jaro počínalo,
bylo měsíce dubna,
již se listem zelenalo
dříví i země bujná.
Tu jsouc láskou přinucená
vzkřikla jsem: „Ach, Ježíši!“
A hle slyším předěšená
zase křik: „Ach, Ježíši!“
 

(F. Kadlinský)

Já jsem seděla nedávno
V rozkošném hrubě háji,
Kde jak večer tak i ráno
Libí větrové hrají;
Potůček mimo tekoucí
uším šustí lahodně,
Pramýnek zhůry tekoucí
Očím slouží pohodlně.
 
Již se jaro počínalo,
Bylo měsíce Dubna;
Již se listem zelenalo
Dříví i země bůjná;
Tu jsouc láskou přinucená,
Vzkřikla sem ach Meliši!
Ale slyším předěšená
Zase křik, „ach Meliši!“

(V. Thám) 
Z Kadlinského XLIX. básně (Ecloga aneb Pastýřské rozmlouvání o kříži a z mrtvých vstání Kristovém, kdež co pastýř Damon řečený o svém předsevzetí jedná, to Halton, druhý pastýř, duchovním způsobem vykládá), u Tháma pod jménem Pastýřské rozmlouvání, byly vypuštěny liché sloky, které podávají náboženský výklad budovaného obrazu. V dalších případech se pod jedním titulem setkáváme s montáží slok z většího množství písní. V Thámově almanachu takto vznikla především píseň Láska.
Ještě z poloviny 19. století je doloženo, že některé části Zdoroslavíčka byly parafrázovány v kramářských písních.

## Odborné hodnocení
Literární historie věnuje sbírce Zdoroslavíček vážně míněnou pozornost nejméně od 30. let 20. století. Z této doby pochází pochvalné posudky LI. písně (Na den Božího těla o nejsvětější svátosti oltářní), které Kadlinskému vystavili Jaroslav Durych a Vilém Bitnar.  Naopak kritický postoj zaujal Josef Vašica srovnávající Kadlinského podání této písně s překladem, který již dříve pořídil Bedřich Bridel. Zdoroslavíček vychází z Vašicova srovnání jako stylově jednotvárné a prozaické dílo, které nedosahuje kvalit Bridelova překladu ani Speeova originálu. Kadlinský podle Vašici sice dobře ovládal český jazyk – jak mají dokládat jeho prozaické spisy – postrádal ale básnické nadání.
Počátkem 70. let vydali své texty o Zdoroslavíčkovi Milan Kopecký a Zdeňka Tichá, kteří shodně oceňovali Kadlinského práci s metaforou. Především Tichá uvažovala o možnosti, že nábožensky rámovaná sbírka je ve skutečnosti sublimací světského citu. Kopecký spatřoval v některých písních sbírky (vlastně již ve Speeově originále) nové literární pojetí lásky, které se ve starších textech nemělo objevovat. Novost pojetí měla vycházet ze skutečnosti, že vyznavačem lásky je ženská postava – Kristova nevěsta. Oba badatelé se shodovali, že sbírka je významným krokem ve vývoji k modernímu lyrickému básnictví.